# 24/7
24/7 é uma abreviação que significa "24 horas por dia, 7 dias por semana", geralmente se referindo a um negócio ou serviço disponível o tempo todo, sem interrupção. O primeiro uso conhecido do termo é atribuído ao jogador estadunidense de basquete Jerry Reynolds, que em 1983, descreveu o seu salto baleado como sendo "bom 24 horas por dia, 7 dias por semana, 365 dias por ano". No Reino Unido, pode ser conhecido por around the clock service, o que em Português seria algo como serviço em volta do relógio.

## Definição
No comércio e indústria, a expressão por vezes identifica um serviço que vai estar presente, independentemente da hora atual ou do dia, o que poderia ser oferecido por um supermercado, lojas, caixas eletrônicos, postos de gasolina, restaurantes, serviços de concierge ou um computador lotado de facilidade de dados. Hoje em dia é comum que os call centers tenham representantes disponíveis 24/7. Isto é devido, em parte, a uma diminuição de encargos no telefonema à longa distância, que permite aos empregados baseados em um continente e fuso horário a prestação de serviços aos clientes durante a noite em outra hora.
Em alguns casos, até mesmo um serviço indicado para estar disponível 24/7 pode desligar, como em um grande feriado. A frase prorrogada 24/7/365 (..."365 dias por ano") designa especificamente um serviço que está disponível o ano todo, como polícia, bombeiros e serviços médicos de emergência.

## Críticas
Tem havido algumas críticas à abreviatura e desvio de idade na internet, com as empresas que afirmam estar disponíveis 24/7, quando na realidade apenas os seus sites, desacompanhados de qualquer pauta, estão em operação. Quando não só os serviços são destinados a estar disponíveis 24/7, mas também se espera que os trabalhadores adaptem os seus horários de trabalho com flexibilidade semelhante, por exemplo 24/7 de trabalho pode colocar os trabalhadores em condições que limitam a sua vida pessoal, escolhas e desenvolvimento. Apela-se para uma re-humanização do 24/7 de trabalho, que foram por conseguinte manifestados. Alguns também tem comentado sobre a "mania coletiva", especialmente nos Estados Unidos, que têm uma espécie de orgulho no "trabalho o tempo inteiro" atitude simplificada pelo conceito 24/7.
Na Inglaterra, País de Gales e Irlanda do Norte o Sunday Trading Laws (Leis de Compras) impede muitas lojas à abertura 24/7, embora às vezes eles anunciem como tal. Alguns serviços essenciais, tais como as estações, estão isentos da lei obrigando-os a fechar. Uma campanha contra a alteração da lei foi apoiada por muitas entidades, incluindo a Igreja da Inglaterra, a Igreja do País de Gales e muitos organismos seculares, chamados Keep Sunday Special (Mantenha o Domingo Especial).